# Gmina Renče-Vogrsko
Renče-Vogrsko – gmina w Słowenii. W 2002 roku liczyła 4135 mieszkańców.

## Miejscowości
Miejscowości wchodzące w skład gminy Renče-Vogrsko:
- Bukovica
- Dombrava
- Oševljek
- Renče – siedziba gminy
- Vogrsko – siedziba gminy
- Volčja Draga